# Remontuar

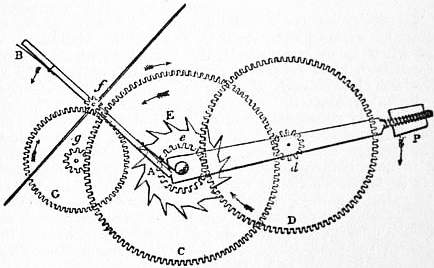
Detalle de un mecanismo remontoire de gravedad (Enciclopedia Británica)

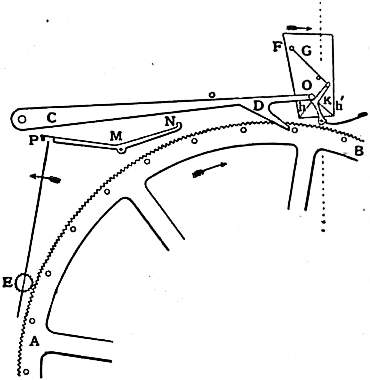
Detalle de un mecanismo remontoire de resorte (Enciclopedia Británica)

En horología mecánica, un remontuar o remontoire (del francés remonter, que significa 'dar cuerda') es una pequeña fuente secundaria de energía, un peso o muelle que acciona el mecanismo de cronometraje y que es periódicamente recargado por la fuente de alimentación principal del reloj, como por ejemplo un resorte motor.
Muchos de los antiguos relojes de mesa con remontoire se distinguen fácilmente a simple vista porque disponen de un sistema mecánico diseñado con unas paletas de cierto tamaño, que giran a gran velocidad y de forma ruidosa durante la operación de recarga de la fuente secundaria de energía.   
Se usó en algunos relojes de precisión con el propósito de situar la fuente de energía más cerca del mecanismo de escape, aumentando así la precisión al permitir evitar las variaciones en la fuerza motriz causadas por la irregularidad de la fricción en el tren de engranajes. En los relojes de precisión fijos accionados por resorte, a veces se usa un remontoire de gravedad para reemplazar la fuerza desigual entregada por el resorte principal, utilizándose la fuerza de la gravedad que actúa sobre un peso debido a su carácter más constante. En los relojes de campanario, sirve para separar las considerables fuerzas necesarias para impulsar las grandes agujas, de las modestas fuerzas necesarias para impulsar el mecanismo de escape que mantiene el péndulo balanceándose. Un remontoire no debe confundirse con un sistema de mantenimiento de marcha, que se usa solo para que el reloj permanezca en funcionamiento mientras se le da cuerda.

## Funcionamiento
El remontuar se utiliza porque el mecanismo de cronometraje de los relojes mecánicos, bien un péndulo o un volante regulador, nunca son isócronos; y su velocidad se ve afectada por cambios en la fuerza motriz que se les aplica. En los relojes impulsados por un resorte, la fuerza de accionamiento disminuye a medida que el resorte motor se agota. En los relojes impulsados por peso, la fuerza motriz, proporcionada por un peso suspendido por una cuerda, es más constante, pero las imperfecciones en el tren de engranajes y las variaciones en la lubricación también causan pequeñas variaciones. En los relojes de campanario, las grandes manecillas, que están unidas al tren de ruedas del mecanismo, están expuestas a la intemperie en el exterior de la torre, por lo que los vientos y las acumulaciones de hielo y nieve ejercen fuerzas perturbadoras sobre las manecillas que se transmiten al mecanismo interior. 
Con un remontoire, la única fuerza que se aplica al mecanismo de escape del reloj es la del resorte o el peso del propio remontoire, de modo que está aislado de cualquier variación experimentada por la fuente de energía principal o el tren de ruedas, que solo se utilizan para rebobinarlo. Los remontoires están diseñados para rebobinarse con frecuencia, a intervalos de entre quince segundos y una hora. El proceso de rebobinado se activa automáticamente cuando el peso o el resorte del remontoire consume su energía motriz. Este rebobinado frecuente es otra fuente de precisión, porque promedia cualquier variación en la marcha del reloj debida a cambios en la fuerza del propio remontoire. Si el ritmo del reloj varía a medida que se agota el resorte del remontoire, esta variación se repetirá una y otra vez, por lo que no tendrá ningún efecto en el ritmo a largo plazo del reloj.

## Historia

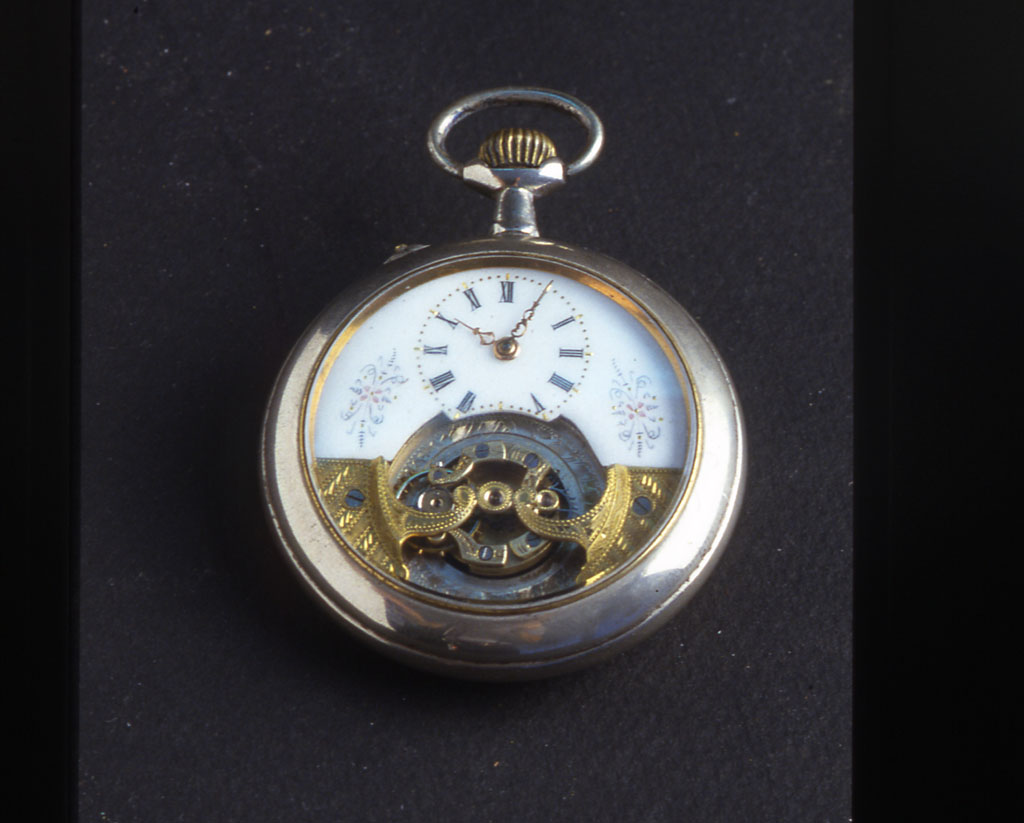
Reloj de bolsillo suizo con tourbillon y remontaire

El remontoire de gravedad fue inventado por el relojero suizo Joost Bürgi alrededor de 1595. Por lo general, el "Kalenderuhr" (tres meses de funcionamiento, impulsado por resorte, calendario-reloj de escritorio) que hizo Burgi para Guillermo IV de Hesse-Kassel (o Hesse-Cassel) (ahora Inventario No. 47 en el Naturwissenschaftlich -Technische Sammlung en Kassel) se considera el reloj con remontoire más antiguo que se conserva, incluso si no proporciona energía al escape durante los pocos segundos del ciclo diario en el que el resorte da cuerda al peso del remontoire. Hoy en día están diseñados para suministrar energía al escape durante su ciclo de reinicio.
El remontoire de resorte fue inventado por el relojero inglés John Harrison durante el desarrollo de su cronómetro marino H2 en 1739. El dibujo de trabajo de Harrison del dispositivo se conserva en la Biblioteca de la Worshipful Company of Clockmakers en Londres, Inglaterra.
Muchos relojes de bolsillo franceses y suizos posteriores a 1860 estaban estampados en la parte posterior con la palabra "Remontoire". Esto simplemente significaba que no se necesitaba una llave para darles cuerda (es decir, se les daba cuerda utilizando la entonces novedosa corona situada en el interior de la argolla del colgante). Etimológicamente, el término es correcto, el resorte principal es "rebobinado" por alguna otra fuerza que no sea una llave, pero estos relojes generalmente no contienen un remontuar con el sentido con el que se usa la palabra en la actualidad.

## Tipos
Los remontoires se distinguen por su fuente de energía:
- Un remontoire de gravedad es aquel que usa un peso como fuente de energía. Se utiliza en relojes de péndulo de precisión.
- Un "remontoire de resorte" utiliza un muelle. Es el único tipo que se puede usar en relojes de pulsera, ya que la fuerza de un peso se vería alterada por los movimientos de la muñeca del usuario.
- Un remontoire eléctrico puede ser de gravedad o de resorte. En él, el peso o resorte se rebobina eléctricamente, mediante un motor o un solenoide. Se utiliza en relojes con movimientos mecánicos tradicionales que funcionan con electricidad.

También se pueden clasificar según el lugar del tren de ruedas en el que se encuentra el remontoire:
- Un "remontoire de escape" aplica su fuerza directamente a la rueda del escape. Los remontes de resorte solían ser de este tipo.
- Un "tren remontoire" aplica su fuerza a una de las ruedas anteriores al escape, generalmente al engranaje que impulsa la rueda de escape.

## Remontoires eléctricos en relojes de automóviles
Antes del uso común de los relojes electrónicos, en los automóviles se empleaban relojes con movimientos mecánicos impulsados por un remontoire eléctrico. Un resorte impulsor de baja potencia se enrollaba cada pocos minutos mediante un émbolo situado dentro de un solenoide, alimentado por la batería de servicio del vehículo y activado por un interruptor cuando la tensión del resorte era demasiado baja. Sin embargo, estos relojes eran notoriamente inexactos y, por lo general, se trataba de máquinas de fabricación muy económica.